# Svit Sešlar
Svit Sešlar (* 9. Januar 2002 in Maribor) ist ein slowenischer Fußballspieler. Er ist der Sohn des ehemaligen Deutschland-Profis Simon Sešlar.

## Sportlicher Werdegang
Sešlar spielte in der Jugend für die jeweils von seinem Vater trainierten Klubs ND Dravinja, NK Aluminij und NK Celje, ehe er 2018 zum NK Drava Ptuj kam. Hier debütierte der Mittelfeldspieler als Teenager unter der Anleitung seines Vaters in der zweitklassigen Druga Slovenska Nogometna Liga und wurde daraufhin vom Erstligisten NK Olimpija Ljubljana unter Vertrag genommen. Hier spielte er zunächst erneut nur im Nachwuchsbereich und wurde Anfang 2020 an den Zweitligisten NK Krka verliehen. Im Februar 2021 debütierte er für Olimpija Ljubljana in der höchsten Spielklasse und wurde zur Stammkraft, parallel avancierte er zum U-21-Nationalspieler. Im Januar 2022 unterzeichnete er einen bis Sommer 2026 laufenden Vertrag. 2023 gewann er mit dem Klub das Double aus Meisterschaft und Landespokal.
Im Sommer 2023 wechselte Sešlar ins Ausland und schloss sich dem türkischen Zweitligisten Eyüpspor an. Als Meister stieg er mit der Mannschaft am Ende der Spielzeit 2023/24 in die Süper Lig auf.